# Sociedad de los Derechos del Hombre
La Sociedad de los Derechos del Hombre (en francés: Société des droits de l'homme, SDH) fue una asociación republicana francesa con raíces jacobinas. Su fundación se sitúa en el año 1830, en plena Revolución de 1830, con el objetivo de reemplazar a otra asociación republicana, la Sociedad de los Amigos del Pueblo. Desempeñó un importante papel en la Rebelión de junio de 1832, así como en la Monarquía de Julio.

## Organización
La SDH estaba organizada de la misma forma que otra asociación secreta republicana de Italia, los Carbonarios. Esta organización constaba de pequeños grupos de entre 10 y 20 miembros cada uno, cuyos integrantes recibían nombres en clave basados en la tradición política de los jacobinos: "Robespierre", "Marat", "Babeuf", "Louvel", "Washington", etc. La organización estaba presente a lo largo y ancho del país, y gracias al reducido número de integrantes de cada grupo, no tenían que solicitar un permiso de reunión especial a las autoridades (una ley, modificada posteriormente en 1834, exigía dicho permiso para reuniones de cualquier tipo en las que participaran más de 20 personas). Fue también la primera organización de este tipo que llevó a cabo labores educativas y de concienciación entre la clase obrera.
La sociedad mantenía 170 grupos en París, cuyos miembros sumaban un total de 3000 personas. Además, la red de contactos de la organización alcanzaba las zonas rurales cercanas a París, por lo que la cifra final ascendía a unos 4000 miembros entre la capital, la zona metropolitana y los campos aledaños, según las estimaciones de la policía de la época.
El periódico oficial de la organización era La Tribune des départements, publicado por Armand Marrast. Este periódico publicaba artículos de corte muy revolucionario, que a menudo contenían insultos a Luis Felipe I de Francia y su gobierno.

### Miembros y principios
El comité de dirección de la SDH estaba formado por representantes de la extrema izquierda, como Audry de Puyraveau y Voyer d' Argenson, y por jóvenes militantes republicanos, como Éléonore-Louis Godefroi Cavaignac, Joseph Sobrier y Joseph Guinard. Entre los moderados se contaban Antoine Richard du Cantal y el escritor alemán Georg Büchner (autor de Woyzeck, entre otras obras), aunque la pertenencia de este último a la sociedad no ha podido ser completamente demostrada.
Sin embargo, los miembros más radicalizados de la organización asumieron el liderazgo en poco tiempo, y el 22 de octubre de 1833 publicaron un manifiesto titulado La Sociedad de los Derechos del Hombre en el periódico de la SDH. Dicho manifiesto recogía las reivindicaciones de la SDH: retorno a un gobierno estrictamente secular, educación y economía en manos del Estado, limitación del derecho a la propiedad privada, nacionalización y planificación de la economía, etc., todo ello según los principios del jacobinismo. Asimismo, se defendía que la insurrección armada y la revolución eran la manera adecuada para alcanzar los objetivos anteriormente expuestos.
En 1834, el abogado Jacques-Charles Dupont de l'Eure, miembro de la sociedad, acuñó el famoso lema "libertad, igualdad y fraternidad" (Liberté, égalité, fraternité en francés), que publicó en la Revue Républicaine, comentando que "cualquier hombre aspira a la libertad, a la igualdad, pero no puede lograrlas sin la ayuda de otros hombres, sin fraternidad".

### Historia y actividad política
Durante el funeral del general Lamarque, la SDH instigó revueltas populares entre el 5 y el 6 de junio de 1832. Estas revueltas fueron brutalmente reprimidas por la policía. Posteriormente, se produjeron nuevos levantamientos en París y en Lyon en 1834. En abril de ese mismo año, la entrada en vigor de una ley que reducía todavía más el número de personas autorizadas a formar parte de una asociación, dio lugar a más disturbios en las calles de París, desde donde se extendieron también a Lyon. Inmediatamente, el ejército fue movilizado para sofocar la revuelta; hicieron falta 4 días de lucha y 13 000 policías para poner fin al levantamiento. Todas las personas que residían en un apartamento en la Rue Transnonain fueron masacradas, debido a que supuestamente se habían efectuado disparos contra las fuerzas del orden desde el edificio.
Estos sucesos fueron caricaturizados por el periódico semanal La Caricature, a instancias de su editor Charles Philipon. Concretamente, la caricatura de la masacre era una litografía titulada Rue Transnonain, le 15 Avril 1834, realizada por el afamado dibujante Honoré Daumier. No obstante, hay otras fuentes que afirman que esta litografía había sido diseñada para ser publicada en L’Association Mensuelle. Los beneficios obtenidos de su publicación iban a ser destinados a promover la libertad de prensa y a sufragar los costes de una demanda contra el periódico satírico y progresista Le Charivari, del cual Daumier era un colaborador asiduo. La policía descubrió la caricatura impresa colgada de la ventana del impresor Ernest Jean Aubert en la Galerie Véro-Dodat (un pasaje en el primer distrito de París), y en consecuencia rastreó el resto de copias de la caricatura, que fueron confiscadas junto a la placa litográfica en la que se había dibujado la imagen. Las copias que sobreviven hoy día son resultado del esfuerzo para ocultarlas del alcance de la policía parisina.
El 28 de julio de 1835, un miembro corso de la SDH, Giuseppe Marco Fieschi, planeó el asesinato del rey Luis Felipe I durante un desfile junto con dos compatriotas, para lo que emplearían un "aparato infernal": 20 cañones de mosquete cargados con balas y pólvora y atados juntos. La detonación de esta arma de fuego improvisada acabó con la vida de 17 personas, pero el rey salió ileso del atentado. Fieschi resultó herido en el proceso y fue capturado por las autoridades, que curaron sus heridas para luego llevarlo a juicio. Finalmente, fue sentenciado a muerte y guillotinado.